# روس باترسون
روس باترسون (بالإنجليزية: Ross Patterson)‏ هو ممثل أمريكي، ولد في 25 فبراير 1977 في الولايات المتحدة.

## وصلات خارجية
- روس باترسون على موقع IMDb (الإنجليزية)
- روس باترسون على موقع قاعدة بيانات الفيلم (الإنجليزية)